# To Record Only Water for Ten Days
| Совокупная оценка             | Совокупная оценка |
| Источник                      | Оценка            |
| ----------------------------- | ----------------- |
| Metacritic                    | 66/100            |
| Оценки критиков               |                   |
| Источник                      | Оценка            |
| AllMusic                      | [ 2 ]             |
| Entertainment Weekly          | B+                |
| Dotmusic                      | [ 4 ]             |
| NME                           | 7/10              |
| Pitchfork                     | 8.0/10            |
| Rolling Stone                 | [ 7 ]             |
| The Rolling Stone Album Guide | [ 8 ]             |

To Record Only Water for Ten Days (с англ. — «Записывать Только Воду в Течение Десяти Дней») — третий студийный альбом американского музыканта Джона Фрушанте, выпущенный в 2001 году на лейбле Warner Music Group. В отличие от его прошлых двух альбомов, Niandra LaDes and Usually Just a T Shirt и Smile from the Streets You Hold, запись To Record Only Water for Ten Days отличается тем, что Фрушанте пробует элементы Электроники, Синти-Попа и Новой Волны.

## Предыстория
По прошествии месяца в рехабе избавляясь от его героиновой зависимости и его возвращение в Red Hot Chili Peppers, Фрушанте чувствовал глубокую связь с духами и был вдохновлен многочисленными видениями его духов; идеология To Record Only Water for Ten Days относится к 10-ти периодам времени, в которых задумывался альбом. В интервью, Фрушанте объяснил, что название альбома происходит от его представления своего тела в виде магнитофона, который записывает воду в течение десяти дней, чтобы смыть его "химический макияж" и чтобы сделать возможным выражение его чувств и мест, которых он хотел передать через музыку. Фрушанте пригласил записать альбом продюсера Джимми Бойла который помог ему избавится от зависимости. Тексты песен затрагивают тему его зависимости и в основном затрагивают философские и духовные вопросы, а также углубляются в его обычный персонализм с оттенком психоделии.
Основное влияние на стиль альбома оказали группы Синти-Попа 80-х, Постпанка и Электроники, которые делали свое собственное Музыкальное программирование, включая группы как Depeche Mode и New Order.

## Запись и Релиз
Фрушанте записал альбом как только избавился от зависимости. Как и его первые два альбома, Niandra Lades and Usually Just a T-Shirt и Smile from the Streets You Hold, Фрушанте записал To Record Only Water for Ten Days у себя дома. Но в первых альбомах он придерживался стиля Лоу-Фай, используя 4-х дорожечный кассетный рекордер и Бумбокс для некоторых записей Smile from the Streets You Hold, To Record Only Water for Ten Days Фрушанте записал с большей точностью. Фрушанте перешёл на Yamaha MD8 – цифровой 8-ми дорожечный магнитофон, который использовал технологию Minidisc, чтобы записать сырые треки, которые он позже перенес на Компакт-Кассеты для дальнейшей эквализации треков. Все гитары были записаны без усиления.
Несмотря на название альбома, Фрушанте потратил больше 10-ти дней на запись альбома: по словам Фрушанте, на каждую песню он тратил примерно по три дня.
Фрушанте говорил, что был разочарован Цифровой Записью во время создания альбома и с тех пор чувствовал склонность к аналоговой записи.
Когда мы пришли на сведение пластинки, я осознал насколько она плохо звучит. После этого альбома, я поклялся себе, что больше не буду ничего записывать на цифровое оборудование.Джон Фрушанте
WMG выпустила альбом 13 февраля, 2001. Он занял 30-е место рейтинге Heatseekers. Винсент Галло снял видео для каждой песни на пластинке.
"Murderers" показана во фрагменте домашнего видео о скейтбординге "Invisible Boards" Yeah Right!. Песня "Remain" показана в 18-м эпизоде сериала 24 часа.
В 2017, Австралийский Лейбл Twelve Suns перевыпустил альбом на виниле в ограниченном количестве в 1500 копий.

## Список композиций
Издание на кассете
Слова и музыка всех песен — Джон Фрушанте.
| №                   | Название            | Перевод               | Длительность |
| ------------------- | ------------------- | --------------------- | ------------ |
| 1.                  | «Going Inside»      | Заходя Внутрь         | 3:36         |
| 2.                  | «Someone's»         | Чей-То                | 1:52         |
| 3.                  | «The First Season»  | Первый Сезон          | 4:13         |
| 4.                  | «Wind Up Space»     | Заводное Пространство | 1:59         |
| 5.                  | «Away & Anywhere»   | Прочь и Куда Угодно   | 4:07         |
| 6.                  | «Remain»            | Оставаться            | 3:57         |
| 7.                  | «Fallout»           | Потрясение            | 2:10         |
| Общая длительность: | Общая длительность: | Общая длительность:   | 21:54        |

| №                   | Название                   | Перевод             | Длительность |
| ------------------- | -------------------------- | ------------------- | ------------ |
| 8.                  | «Ramparts» (инструментал)  | Стены               | 1:11         |
| 9.                  | «With No One»              | Ни с Кем            | 3:32         |
| 10.                 | «Murderers» (инструментал) | Убийцы              | 2:41         |
| 11.                 | «Invisible Movement»       | Невидимое Движение  | 2:21         |
| 12.                 | «Representing»             | Представляя         | 1:46         |
| 13.                 | «In Rime»                  | В Инее              | 2:13         |
| 14.                 | «Saturation»               | Насыщенность        | 3:03         |
| 15.                 | «Moments Have You»         | Моменты Есть у Тебя | 3:29         |
| Общая длительность: | Общая длительность:        | Общая длительность: | 20:16        |

| №                   | Название            | Перевод             | Длительность |
| ------------------- | ------------------- | ------------------- | ------------ |
| 16.                 | «Resolution»        | Разрешение          | 2:47         |
| Общая длительность: | Общая длительность: | Общая длительность: | 44:57        |

## Композиции Без Альбома
Много песен для альбома были записаны, но в сам альбом они так и не попали. Следующие песни были выпущены в разной форме. Большинство из этих песен было выпущено в первом интернет-альбоме Фрушанте, From The Sounds Inside.
Слова и музыка всех песен — Джон Фрушанте. Большинство цифровых записей и неофициально выпущенные песни были названы не самим Джоном, а фанатами. Официальные названия неизвестны и большинство треков незакончены или без мастеринга.
| №   | Название | Длительность |
| --- | --- | ------------ |
| 1.  | «Beginning Again» (Выпущено в Going Inside EP и перевыпущено в From the Sounds Inside)                                                                                             |              |
| 2.  | «Leave All the Days Behind» (Также названо "Cut Myself Out" и после выпущено как саундтрек к фильму Коричневый кролик и на From the Sounds Inside как "Leave All the Days Behind") |              |
| 3.  | «Resolution» (Японский Бонусный трек To Record Only Water for Ten Days) |              |
| 4.  | «So Would Have I» (Также названо "So Would've I" и позже выпущено на From the Sounds Inside)                                                                                       |              |
| 5.  | «Time Is Nothing» (Выпущено на Going Inside EP) |              |
| 6.  | «The Last Hymn» (Выпущено на Going Inside EP) |              |
| 7.  | «Falling» (Позже выпущено как саундтрек к фильму Коричневый кролик) |              |
| 8.  | «Forever Away» (Позже выпущено как саундтрек к фильму Коричневый кролик) |              |
| 9.  | «Dying Song» (Позже выпущено как саундтрек к фильму Коричневый кролик) |              |
| 10. | «Prostitution Song» (Позже выпущено как саундтрек к фильму Коричневый кролик) |              |

| №  | Название                          | Длительность |
| -- | --------------------------------- | ------------ |
| 1. | «Beginning Again» (Черновой Микс) |              |
| 2. | «Fallout» (Альтернативная версия) |              |
| 3. | «Saturation» (Черновой микс)      |              |
| 4. | «So Would Have I» (Черновой микс) |              |

| №  | Название                           | Длительность |
| -- | ---------------------------------- | ------------ |
| 1. | «Moments Have You» (Черновой микс) |              |
| 2. | «Representing» (Черновой микс)     |              |
| 3. | «Resolution» (Черновой микс)       |              |
| 4. | «The First Season» (Черновой микс) |              |
| 5. | «Time Is Nothing» (Черновой микс)  |              |
| 6. | «Someone's» (Черновой микс)        |              |
| 7. | «Wind Up Space» (Черновой микс)    |              |
| 8. | «With No One» (Черновой микс)      |              |

| №  | Название                      | Длительность |
| -- | ----------------------------- | ------------ |
| 1. | «All We Have»                 |              |
| 2. | «Back and Forth (to the Sun)» |              |
| 3. | «Drift Down»                  |              |
| 4. | «Every Light Will Burn»       |              |
| 5. | «Fill My Nights»              |              |
| 6. | «Instrumental»                |              |
| 7. | «Untitled 2000»               |              |
| 8. | «Samurai Theme»               |              |
| 9. | «Song for Toni»               |              |

## Персонал
- Джон Фрушанте – Вокал, Электрогитара, Акустическая Гитара, Синтезатор, Драм Машина, Продюсер
- Лоуренс Азеррад – Дизайн, Помощник Художника
- Джимми Бойл – Сведение и Продюсирование
- Владо Меллер – Сведение